# Banyusokah
Banyusokah is een bestuurslaag in het regentschap Sampang van de provincie Oost-Java, Indonesië. Banyusokah telt 2886 inwoners (volkstelling 2010).